# HIKAKIN
HIKAKIN（日语：／ hikakin */?，1989年4月21日—）是日本男性YouTuber、遊戲實況主、Beatboxer、演員，也是YouTuber經紀公司UUUM的創辦人兼最高顾问。血型是O型。
截至2021年9月，他的四個YouTube频道的總訂閱數已超過2000萬人，總播放次數高達百億次，是日本合計訂閱者數目最高的YouTuber。他的YouTube主頻道HikakinTV訂閱數位居全日本第一。

## 来历
HIKAKIN是日本Youtube名人，以及日本多频道网络公司UUUM的联合创始人。他的影片Super Mario Bros 节奏口技在2010年九月中前达到了380万的浏览量。他也曾和日本歌手Gille（页面存档备份，存于）合作歌曲“Try Again”。
在小时候，HIKAKIN总躲在课室的一角，而被认为是有点奇怪的少年。

## 人物
有个大自己两岁的亲哥哥，同样是YouTuber的SEIKIN。兩人組成音樂組合「HIKAKIN&SEIKIN」。
每段影片都以「蹦蹦，Hello YouTube！」作为开场白，已成为个人特色。
2012年12月，Hikakin发布了他的第一张专辑，其中包括了他与著名电子音乐编曲家Hideki Sakamoto（页面存档备份，存于）的合作
2013年5月，Hikakin 参加了Social Star Awards和Singapore Social音乐会，与和Aerosmith同台表演。他在随后用节奏口技表演了歌曲Walk This Way（页面存档备份，存于）
2014年2月, Hikakin和Ariana Grande合作了beatbox版本的Baby I（页面存档备份，存于）。
2014年10月，Hikakin参加了第一届日本Youtube FanFest, 并与Hifana（页面存档备份，存于）共同表演了节目
2014年12月，Hikakin和Ariana Grande再一次合作表演了Grande的歌曲Break Free（页面存档备份，存于）。
自2014年11月起，每一晚HikakinTV的影片最后，都有叫做（蹦蹦猜拳）的猜拳环节。因为猜拳是个简单，而且所有人也会玩的游戏，所以就以猜拳作为每晚与观众的小互动。
他拥有四个YouTube频道。
- HIKAKIN︰频道主要是节奏口技影片
- HikakinTV︰主頻道。以商品介绍（与企业的合作在内的等）為主
- HikakinGames︰游戏实况
- HikakinBlog︰上传自己的日常創作者生活影片

HIKAKIN的名字，来自一位前辈。HIKAKIN从小三到高三都参与跳雪运动，而前辈就把HIKAKIN的本名光（Hikaru）念作HIKAKIN。虽然是小学时期就开始被这样叫，但是连本人也不知道HIKAKIN中KIN的来源。中学的时他就利用“Hikakin”的名字在讨论区上发布BeatBox影片，随后就开始固定了这个叫法。

## 出版物

### 单著
- （2013年7月19日） ISBN 978-4391143799
- （2014年10月30日）ISBN 978-4822220792

和所属事务所uuum代表理事鎌田和樹执笔。

## 作品

### 单曲
| 发售日         | 标题                     | 規格     |
| 原創單曲       | 原創單曲                 | 原創單曲 |
| -------------- | ------------------------ | -------- |
| 2015年8月13日  | HIKAKIN & SEIKIN「」     | 下载     |
| 2017年10月19日 | HIKAKIN & SEIKIN「」     | 下载     |
| 2018年11月9日  | HIKAKIN & SEIKIN「今」   | 下载     |
| 2019年12月15日 | HIKAKIN & SEIKIN「」     | 下载     |
| 2020年12月24日 | HIKAKIN & SEIKIN「」     | 下载     |
| 2021年8月27日  | HIKAKIN & SEIKIN「FIRE」 | 下载     |
| 2024年4月4日   | HIKAKIN&SEIKIN「コール」 |          |

### 专辑
| 發售日         | 標題     | 規格     |
| 原創專輯       | 原創專輯 | 原創專輯 |
| -------------- | -------- | -------- |
| 2012年12月26日 |          | 數碼制式 |

### 参加作品
| 發售日         | 標題                  | 規格產品編號 | 收錄曲目                         |
| -------------- | --------------------- | ------------ | -------------------------------- |
| 2008年11月12日 | DEEPEN                | OMOCD-0047   | 7. Hikakin - Human Beatbox Break |
| 2011年4月27日  | YU-DAI「FUNDAMENTAL」 | HPJ-0008     | 11. skit - HIKAKIN & YU-DAI -    |
| 2014年6月4日   |                       | UMCK-5476    | 4. LIFE (HIKAKIN Remix)          |

## 得奖
- （富士电视台）
- （富士电视台）
- YouTube频道 订阅者10万人突破記念 银色播放按钮（Google）
- YouTube频道 订阅者100万人突破記念 金色播放按钮（Google）
- [6]

## 出演

### 电视节目
- （2010年8月、富士電視台）
- （2011年1月、富士電視台）
- SMAP×SMAP（2014年5月12日、富士電視台）
- 全员逃走中（2018年1月6日、9月2日；2019年11月23日；2020年1月5日；2021年5月5日；2022年1月1日，富士電視台）(2022年1月1日，逃走成功（獲得150万円）。）

### 电视动画
- - 角色︰光次郎
- 咯咯咯鬼太郎－角色︰本人

### 广告
- （2013年）
- （2014年）
- YouTube（2014年10月）
- 移動迷宮（2015年）
- 萬代 （2015年）
- 大正制药 （2017年）與三浦知良共演。

### 电影
- - 家庭餐廳店員齊川（2015年）[7]

## 脚注

### YouTube
1. ↑  . YouTube.   [2014-09-11]. （原始内容存档于2014-12-15）.
2. ↑  . YouTube.   [2013-11-28]. （原始内容存档于2014-05-23）.